# Роланд Кекень
Роланд Кекень (угор. Kökény Roland, 24 жовтня 1975) — угорський веслувальник, олімпійський чемпіон.

## Виступи на Олімпіадах
| Олімпіада   | Дисципліна                   | Місце    |
| ----------- | ---------------------------- | -------- |
| Сідней 2000 | байдарка, 1000 метрів        | 4 h1r2/3 |
| Афіни 2004  | байдарка, 1000 метрів        | 6        |
| Лондон 2012 | байдарка-двійка, 1000 метрів | 1        |

## Зовнішні посилання
- Досьє на sport.references.com